# SCHOOLMATE
『SCHOOLMATE』（スクールメイト）は、あづまゆきによる日本の漫画作品。『月刊ヤングチャンピオン烈』（秋田書店）にて2006年No.1から2011年No.9まで隔月連載された後、『ヤングチャンピオン』（同社）に移籍して2011年No.23から2012年No.3まで月一連載（第2火曜日発行分に掲載）。2012年No.5より、タイトルを『SCHOOLMATE Kiss』（スクールメイト・キス）に、作者名義を「あずまゆき」に変更して2014年No.15まで連載。話数カウントは第1部は「Chapter.○」、第2部「Kiss」からは「○Kiss」。サブタイトルは英語である。

## あらすじ
中学の教師の藍川珠樹はモデルをしている妹、未来とその友人で同じくモデルの漆原紗月のクラスの担任をしている。未来に振り回される日々が繰り広げられる。

## 登場人物

### 主要人物
藍川 珠樹（あいかわ たまき）
本作の主人公。中学の教師で未来の兄。両親は海外に行ってしまったため、妹と2人暮らし。しっかり者だが、妹の未来に振り回されてばかりいる。未来と紗月が1年のときは担任を務めていた。
第2部「Kiss」からは担任が結花に変わったため出番が減少し、実質未来と紗月の2人に主人公の座を譲ることとなる。
藍川 未来（あいかわ みく）
本作のヒロイン（第2部「Kiss」からは実質主人公）の1人で中学1年生→中学2年生。紗月と共にモデルをしている。ツインテールの髪型がトレードマーク。勝気な性格でマセた面があるトラブルメーカーで、たびたび過激な行動を取っては珠樹に注意されている。学校の成績はあまりよろしくない。
漆原 紗月（うるしはら さつき）
本作のヒロイン（第2部「Kiss」からは実質主人公）の1人。未来の同級生にしてモデルのパートナー。性格はおとなしめだが、怒ると怖い。珠樹に好意を抱いている。中学1年生ではあるが巨乳の持ち主。
神楽 あさひ（かぐら あさひ）
未来と紗月のマネージャーで元モデル。未来と紗月にとって頼れる先輩。密かに珠樹から好意を寄せられている。

### 未来と紗月が通う中学校の人々
麻倉 小雪（あさくら こゆき）
未来と紗月のクラスメイトにして図書委員。メガネと三つ編みがトレードマークであり、巨乳の持ち主。学業の成績は優秀。珠樹に好意を抱いており、紗月と衝突することもしばしば。
小椋 陸海（おぐら むつみ）
第1部の終盤から登場。未来と紗月の同級生（第2部「Kiss」からはクラスメイト）。眼鏡をかけたオタク風の少年。写真撮影が趣味。巨乳の女性が好みで紗月のことを気に入っており、常に彼女を撮りたいと考えている。写真の腕はかなりの物で、未来と紗月がモデルとして参加したグラビアアイドルフォトコンテストでグランプリを獲得したこともある。
如月 結花（きさらぎ ゆか）
未来と紗月が中学2年生になってからの担任教師。担当は英語。紗月とは、おっとりした性格や髪の色、巨乳の持ち主と類似点が多いため、未来は「将来の紗月を見ているよう」とコメントしたこともあった。
葉月 汐里（はつき しおり）
第2部「Kiss」から登場。未来と紗月のクラスメイトの1人。ボブカットの髪形をした少女。堅物な性格。貧乳。カンナとは幼馴染で、彼女に対して友情以上の感情を抱いており、彼女があさひに憧れてグラビアアイドルになると決意した時には嫉妬心から強く反対していた。ある日、偶然、カンナがグラビアアイドルとして活動していることを知り、それを辞めさせるためにスタジオに向かった（場所は紗月に教えてもらっていた）が、成り行きで自身もグラビアアイドルとして活動することとなる。
天河 美輝（あまかわ みき）/星野☆ヒカリ（ほしの ヒカリ）
生徒会長。真面目で明るい性格。実は裏で「星野☆ヒカリ」という名前でネットアイドルとして活動しており、一部の間で人気を博している。「ただちょっと違う自分になってみたかった」という理由からヒカリとしての活動を始めた。ファンのことを「ヒカリっ子」と呼ぶ。マイクロビキニを着たり、ニッコ生放送で野球拳を行ったりなど過激なパフォーマンスが多いが貧乳。凛羽（りは）という妹がいる。ヒカリとしての活動は母には知らせているが父には秘密にしている。

### 芸能関係
棗 カンナ（なつめ カンナ）
グラビアアイドル。あさひのことを尊敬しており彼女のことを「あさひ様」と呼ぶ。未来をライバル視しているが彼女からは「あさひの廉価版（もしくは「劣化コピー」）」と呼ばれ、いいようにあしらわれている。汐里とは幼馴染。

## 単行本
- あづまゆき 『SCHOOLMATE』 秋田書店〈ヤングチャンピオン烈コミックス〉、全4巻
  1. 2007年11月20日初版発行、2007年10月19日発売 ISBN 978-4-253-25511-0
  2. 2009年3月5日初版発行、2009年2月20日発売 ISBN 978-4-253-25512-7
  3. 2011年3月5日初版発行、2011年2月18日発売 ISBN 978-4-253-25513-4
  4. 2012年6月5日初版発行、2012年5月18日発売 ISBN 978-4-253-25514-1
- あずまゆき 『SCHOOLMATE Kiss』 秋田書店〈ヤングチャンピオンコミックス〉、全3巻
  1. 2013年1月5日初版発行、2012年12月20日発売 ISBN 978-4-253-15136-8
  2. 2013年11月5日初版発行、2013年10月18日発売 ISBN 978-4-253-15137-5
  3. 2014年10月5日初版発行、2014年9月19日発売 ISBN 978-4-253-15138-2